# Atletismo nos Jogos Olímpicos de Verão de 2024 - Lançamento de dardo feminino
A prova do lançamento de dardo feminino do atletismo nos Jogos Olímpicos de Verão de 2024 ocorreu em 7 e 10 de agosto de 2024 no Stade de France, em Paris. Um total de 32 atletas de 24 Comitês Olímpicos Nacionais (CON) participaram do evento.

## Qualificação
Cada Comitê Olímpico Nacional (CON) poderia inscrever no máximo três atletas qualificados em cada evento individual. Para o lançamento de dardo feminino, o período de qualificação foi entre 1 de julho de 2023 a 30 de junho de 2024.

## Formato
O lançamento de dardo consiste de duas fases (classificação e final). Na classificação houve dois grupos distintos de lançadoras, com cada uma tendo direito a três lançamentos para aferir uma marca.
A distância padrão na fase eliminatória foi de 62 metros, sendo que todas que ultrapassaram essa marca avançaram para a final. Um mínimo de 12 atletas precisaria avançar para a final; se menos de 12 fizessem a marca de qualificação, seriam classificadas as atletas subsequentes (incluindo as empatadas após o uso das regras de desempate).
Na final, cada lançadora teve direito a três lançamentos iniciais; as oito primeiras lançadoras ao final da terceira rodada receberam três lançamentos adicionais para um total de seis, com o melhor a contar para o resultado final.

## Calendário
Horário local (UTC+2)
| Data                 | Horário | Fase          |
| -------------------- | ------- | ------------- |
| 7 de agosto de 2024  | 10:25   | Classificação |
| 10 de agosto de 2024 | 19:30   | Final         |

## Medalhistas
| Ouro   | JPN Haruka Kitaguchi   |
| Prata  | RSA Jo-Ané van Dyk     |
| Bronze | CZE Nikola Ogrodníková |

## Recordes
Antes desta competição, os recordes mundiais e olímpicos da prova eram os seguintes:
| Tipo | Atleta            | Marca   | Local     | Data                   |
| ---- | ----------------- | ------- | --------- | ---------------------- |
|      | Barbora Špotáková | 72,28 m | Stuttgart | 13 de setembro de 2008 |
|      | Osleidys Menéndez | 71,53 m | Atenas    | 27 de agosto de 2004   |

## Resultados

### Classificação
Todas as atletas que alcançarem a marca de classificação de 62,00 m (Q) ou pelo menos as 12 melhores atletas (q) avançam à final.
| Pos. | Grupo | Atleta                | CON                | #1    | #2    | #3    | Marca | Notas                |
| ---- | ----- | --------------------- | ------------------ | ----- | ----- | ----- | ----- | -------------------- |
| 1    | B     | Maria Andrejczyk      | POL Polônia        | 65.52 | —     | —     | 65.52 | Q,                   |
| 2    | B     | Sara Kolak            | CRO Croácia        | 54.04 | 64.57 | —     | 64.57 | Q,                   |
| 3    | B     | Flor Ruiz             | COL Colômbia       | 64.40 | —     | —     | 64.40 | Q                    |
| 4    | A     | Jo-Ané van Dyk        | RSA África do Sul  | 64.22 | —     | —     | 64.22 | Q,                   |
| 5    | B     | Elina Tzengko         | GRE Grécia         | 52.02 | 61.09 | 63.22 | 63.22 | Q,                   |
| 6    | A     | Mackenzie Little      | AUS Austrália      | 59.59 | 62.82 | —     | 62.82 | Q                    |
| 7    | B     | Haruka Kitaguchi      | JPN Japão          | 62.58 | —     | —     | 62.58 | Q                    |
| 8    | A     | Kathryn Mitchell      | AUS Austrália      | 58.71 | 62.40 | —     | 62.40 | Q,                   |
| 9    | B     | Yulenmis Aguilar      | ESP Espanha        | 61.95 | 58.35 | 59.92 | 61.95 | q                    |
| 10   | B     | Marie-Therese Obst    | NOR Noruega        | 61.82 | x     | 55.40 | 61.82 | q                    |
| 11   | A     | Nikola Ogrodníková    | CZE Chéquia        | x     | 59.12 | 61.16 | 61.16 | q                    |
| 12   | B     | Momone Ueda           | JPN Japão          | 56.77 | 61.08 | 56.87 | 61.08 | q                    |
| 13   | B     | Adriana Vilagoš       | SRB Sérvia         | 60.49 | 60.17 | 49.41 | 60.49 |                      |
| 14   | B     | Petra Sičaková        | CZE Chéquia        | 60.47 | 59.68 | 59.44 | 60.47 |                      |
| 15   | B     | Anete Sietiņa         | LAT Letônia        | 56.73 | 59.46 | 60.47 | 60.47 |                      |
| 16   | A     | María Lucelly Murillo | COL Colômbia       | 60.38 | 56.28 | x     | 60.38 | Recorde da temporada |
| 17   | A     | Līna Mūze             | LAT Letônia        | 60.30 | x     | x     | 60.30 |                      |
| 18   | A     | Christin Hussong      | GER Alemanha       | 57.00 | 56.84 | 59.99 | 59.99 |                      |
| 19   | A     | Tori Peeters          | NZL Nova Zelândia  | 54.81 | 56.60 | 59.78 | 59.78 |                      |
| 20   | A     | Victoria Hudson       | AUT Áustria        | 59.69 | x     | x     | 59.69 |                      |
| 21   | A     | Marina Saito          | JPN Japão          | 59.42 | x     | 57.66 | 59.42 |                      |
| 22   | B     | Lü Huihui             | CHN China          | 58.52 | 55.38 | 59.37 | 59.37 |                      |
| 23   | A     | Dai Qianqian          | CHN China          | 55.56 | 56.18 | 59.33 | 59.33 |                      |
| 24   | A     | Maggie Malone-Hardin  | USA Estados Unidos | 58.76 | 56.82 | 58.12 | 58.76 |                      |
| 25   | B     | Liveta Jasiūnaitė     | LTU Lituânia       | 58.35 | x     | x     | 58.35 |                      |
| 26   | B     | Kelsey-Lee Barber     | AUS Austrália      | 56.32 | 57.73 | 56.56 | 57.73 | Recorde da temporada |
| 27   | A     | Rhema Otabor          | BAH Bahamas        | x     | 54.76 | 57.67 | 57.67 |                      |
| 28   | A     | Jucilene de Lima      | BRA Brasil         | x     | x     | 57.56 | 57.56 |                      |
| 29   | A     | Annu Rani             | IND Índia          | 55.81 | 53.22 | 53.55 | 55.81 |                      |
| 30   | B     | Anni-Linnea Alanen    | FIN Finlândia      | 55.30 | 54.53 | x     | 55.30 |                      |
| 31   | B     | Eda Tuğsuz            | TUR Turquia        | 51.33 | x     | 55.30 | 55.30 |                      |
| 32   | A     | Dilhani Lekamge       | SRI Sri Lanka      | 53.66 | x     | 53.24 | 53.66 |                      |

### Final
As atletas que alcançarem as melhores marcas após seis tentativas conquistam as medalhas.
| Pos.              | Atleta             | CON               | #1    | #2    | #3    | #4          | #5          | #6          | Marca | Notas                |
| ----------------- | ------------------ | ----------------- | ----- | ----- | ----- | ----------- | ----------- | ----------- | ----- | -------------------- |
| Medalha de ouro   | Haruka Kitaguchi   | JPN Japão         | 65.80 | 62.39 | x     | 61.68       | 64.73       | x           | 65.80 | Recorde da temporada |
| Medalha de prata  | Jo-Ané van Dyk     | RSA África do Sul | 59.72 | 61.72 | 63.93 | x           | 62.07       | 57.07       | 63.93 |                      |
| Medalha de bronze | Nikola Ogrodníková | CZE Chéquia       | 58.13 | x     | 63.68 | 58.34       | 61.45       | 58.04       | 63.68 | Recorde da temporada |
| 4                 | Sara Kolak         | CRO Croácia       | 57.86 | 58.85 | 63.40 | 58.43       | 62.31       | 63.03       | 63.40 |                      |
| 5                 | Flor Ruiz          | COL Colômbia      | 60.49 | 63.00 | 62.41 | 61.68       | 60.14       | 61.35       | 63.00 |                      |
| 6                 | Yulenmis Aguilar   | ESP Espanha       | 62.78 | x     | 60.17 | –           | 61.58       | x           | 62.78 |                      |
| 7                 | Kathryn Mitchell   | AUS Austrália     | 62.63 | 59.57 | 60.31 | 62.16       | x           | x           | 62.63 | Recorde da temporada |
| 8                 | Maria Andrejczyk   | POL Polônia       | 62.44 | 60.52 | x     | x           | x           | 57.74       | 62.44 |                      |
| 9                 | Elina Tzengko      | GRE Grécia        | 61.85 | x     | 57.90 | Não avançou | Não avançou | Não avançou | 61.85 |                      |
| 10                | Momone Ueda        | JPN Japão         | 59.57 | 61.64 | 59.79 | Não avançou | Não avançou | Não avançou | 61.64 | Recorde da temporada |
| 11                | Marie-Therese Obst | NOR Noruega       | 61.14 | 60.57 | 58.78 | Não avançou | Não avançou | Não avançou | 61.14 |                      |
| 12                | Mackenzie Little   | AUS Austrália     | 60.32 | 56.94 | 59.41 | Não avançou | Não avançou | Não avançou | 60.32 |                      |

Legenda
| Recorde mundial      | Recorde mundial (World record)               |                       | Recorde africano                      | Recorde africano (African) |                                           | Q | Classificado por posição (Qualified) |
| Recorde olímpico     | Recorde olímpico (Olympic record)            | Recorde da América    | Recorde da América (Americas)         | q                          | Classificado por melhor tempo (Qualified) |   |                                      |
| Melhor marca do ano  | Melhor marca do ano (World leading)          | Recorde asiático      | Recorde asiático (Asian)              | DNS                        | Não largou (Did not start)                |   |                                      |
| Recorde nacional     | Recorde nacional (National record)           | Recorde europeu       | Recorde europeu (European)            | DNF                        | Não terminou (Did not finish)             |   |                                      |
| Recorde pessoal      | Recorde pessoal do atleta (Personal best)    | Recorde da Oceania    | Recorde da Oceania (Oceania)          | DSQ / DQ                   | Desclassificado (Disqualified)            |   |                                      |
| Recorde da temporada | Recorde da temporada do atleta (Season best) | Recorde sul-americano | Recorde sul-americano (South America) | NM                         | Sem marca (No mark)                       |   |                                      |